# Андрюс Шідлаускас (плавець)
Андрюс Шідлаускас (0 грудня 1997) — литовський плавець.
Учасник Олімпійських Ігор 2016 року.